# Вовкович Богдан Григорович
Богдан Григорович Вовкович (нар. 10 травня 1939, Станіслав) — радянський футболіст, що грав на позиції захисника. Відомий насампередза виступами в команді класу «Б» «Спартак» з Івано-Франківська, за яку зіграв близько 100 матчів у класі «Б». Після закінчення виступів на футбольних полях — футбольний та хокейний тренер, футбольний арбітр, та футбольний функціонер, протягом 5 років був директором івано-франківського стадіону «Рух».

## Клубна кар'єра
Богдан Вовкович народився в Івано-Франківську, де й почав займатися футболом. Розпочав виступи на футбольних полях у місцевій аматорській команді «Харчовик», а в 1959 році отримав запрошення до місцевої команди майстрів класу «Б» «Спартак». Дебютував у команді майстрів у 1960 році, грав з невеликою перервою у її складі до 1964 року, і після конфлікту з головним тренером Віктором Фоміним остаточно покинув івано-франківську команду, та став гравцем іншої команди класу «Б» «Будівельник» з Бєльців. На початку 1966 року Богдан Вовкович став гравцем команди другої групи класу «А» «Політвідділ» з Ташкентської області, яка в цьому році стала переможцем зонального турніру другої групи класу «А» та зайняла третє місце у фінальному турнірі кращих команд другого радянського дивізіону, втім уже по ходу сезону перейшов до складу іншої команди другої групи класу «А» «Зірка» з Кіровограда, у якій грав до кінця 1967 року, після чого завершив виступи на футбольних полях.

## Після завершення виступів на футбольних полях
Після завершення виступів на футбольних полях Богдан Вовкович став викладачем кафедри фізичного виховання Івано-Франківського інституту нафти і газу. Паралельно він став футбольним та хокейним тренером, тренував футбольну команду інституту, а також хокейну команду «Буревісник», яка грала в першості УРСР. Також Богдан Вовкович отримав звання арбітра з футболу та хокею з шайбою, щоправда судив лише матчі українських команд другої союзної ліги, та аматорських хокейних клубів.
У 1978 році Богдан Вовкович очолював аматорську футбольну команду СКА з Баку, після чого повернувся до Івано-Франківська, очолював низку аматорських команд області. У 1991 році став директором івано-франківського стадіону «Рух», працював на цій посаді до 1996 року. У 1990 до 2017 року працював у обласній федерації футболу. Також у 2009—2011 роках працював суддею хокейних матчів Західноукраїнської аматорської хокейної ліги.